# Tournée de l'équipe des Lions britanniques et irlandais de rugby à XV en 1968
La tournée de l'équipe des Lions britanniques et irlandais de rugby à XV en 1968 se solde par un échec avec trois défaites et un match nul contre l'équipe d'Afrique du Sud. Les Lions gagnent 15 des 16 autres rencontres de la tournée (qui ne sont pas des test-matchs), s'inclinant seulement contre le Transvaal.  Le capitaine de l'équipe en tournée est Tom Kiernan, l'entraîneur est Ronnie Dawson et la direction est assurée par David Brooks.
En même temps que les déplacements en Afrique du Sud, des rencontres sont organisées en Afrique du Sud-Ouest (l'actuelle Namibie, alors partie intégrante de l'Afrique du Sud) et en Rhodésie (l'actuel Zimbabwe).

## Liste ses sélectionnés

### Arrières
- Barry Bresnihan (University College Dublin  Irlande)
- Gordon Connell (London Scottish  Écosse)
- Gerald Davies (Cardiff  Pays de Galles)
- Gareth Edwards (Cardiff  Pays de Galles)
- Mike Gibson (North of Ireland FC  Irlande)
- Bob Hiller (Harlequins  Angleterre)
- Sandy Hinshelwood (London Scottish  Écosse)
- Keith Jarrett (Newport  Pays de Galles)
- Barry John (Cardiff  Pays de Galles)
- Keri Jones (Cardiff  Pays de Galles)
- Tom Kiernan (cap.) (Cork Constitution  Irlande)
- Billy Raybould (London Welsh  Pays de Galles)
- Maurice Richards (Cardiff  Pays de Galles)
- Keith Savage (Northampton  Angleterre)
- Jock Turner (Gala  Écosse)
- Roger Young (en) (Queen's University RFC (en)  Irlande)

### Avants
- Rodger Arneil (Edinburgh Academicals  Écosse)
- Mike Coulman (Moseley  Angleterre)
- Mick Doyle (Blackrock College  Irlande)
- Ken Goodall (City of Derry  Irlande)
- Tony Horton (Blackheath  Angleterre)
- Peter Larter (Northampton  Angleterre)
- Willie-John McBride (Ballymena  Irlande)
- Syd Millar (Ballymena  Irlande)
- John O'Shea (Cardiff  Pays de Galles)
- John Pullin (Bristol  Angleterre)
- Peter Stagg (Sale  Écosse)
- John Taylor (London Welsh  Pays de Galles)
- Bob Taylor (Northampton  Angleterre)
- Jim Telfer (Melrose  Écosse)
- Delme Thomas (Llanelli  Pays de Galles)
- Bryan West (Northampton  Angleterre)
- Jeff Young (Harrogate  Pays de Galles)

## Résultats des test-matchs
| No | Date            | Lieu                          | Match                               | Score   | Compétition |
| -- | --------------- | ----------------------------- | ----------------------------------- | ------- | ----------- |
| 1  | 8 juin 1968     | Pretoria Afrique du Sud       | Afrique du Sud – Lions britanniques | 25 – 20 | Test        |
| 2  | 22 juin 1968    | Port Elizabeth Afrique du Sud | Afrique du Sud – Lions britanniques | 6 – 6   | Test        |
| 3  | 13 juillet 1968 | Le Cap Afrique du Sud         | Afrique du Sud – Lions britanniques | 11 – 6  | Test        |
| 4  | 27 juillet 1968 | Johannesburg Afrique du Sud   | Afrique du Sud – Lions britanniques | 19 – 6  | Test        |

## Statistiques

### Meilleur réalisateur
- Tom Kiernan 11 pénalités, 1 transformation, 35 points

### Meilleur marqueur d'essais
- Willie-John McBride 1 essai, 3 points